# Neochelonia poultoni
Neochelonia poultoni là một loài bướm đêm thuộc phân họ Arctiinae, họ Erebidae.